# Abdul Hamid (hokeista na trawie)
Abdul Hamid (ur. 7 stycznia 1927 w Bannu, zm. 11 lipca 2019 w Rawalpindi) – pakistański hokeista na trawie, dwukrotny medalista olimpijski. Starszy brat Abdula Rashida, również hokeisty.
Grał na linii ataku. Brał udział w czterech igrzyskach olimpijskich (IO 48, IO 52, IO 56, IO 60), dwa razy zdobywając medale: srebro w 1956 i złoto cztery lata później. Wystąpił ogółem w 17 olimpijskich spotkaniach strzelając 15 bramek. Był kapitanem reprezentacji Pakistanu. W latach 1948–1960 rozegrał w drużynie narodowej 55 spotkań strzelając 48 bramek (jeden z najskuteczniejszych ówczesnych pakistańskich hokeistów).
Zdobył złoty medal na igrzyskach azjatyckich w 1958 w Tokio.